# 福建分巡臺灣廈門道
福建分巡台灣廈門道為1684年－1727年；台灣道的正式官職名稱，為台灣地區的實際統治者；清治時期初期的這階段，台灣西部為福建省所管轄，按照清朝官員迴避本籍的制度，各地主官皆為外地輪調。

## 建置
- 根據康熙二十三年正月廿一日（1684年3月6日）的廷議，清聖祖認為“臺灣棄取，所關甚大。鎮守之官三年一易，亦非至當之策。若徙其人民，又恐失所；棄而不守，尤為不可。爾（指內閣大學士李霨）等可會同議政王大臣、九卿、詹事、科道再行確議具奏”並命令“福建督、撫、提、鎮詳議”。[1]
- 而在康熙二十三年四月十四日（1684年5月27日），根據差往福建料理錢糧侍郎蘇拜，會同福建督、撫、提督的奏報，認為“臺灣地方千餘里，應設一府三縣。設巡道一員分轄。應設總兵官一員、副將二員、兵八千、分為水陸八營。澎湖應設副將一員、兵二千、分為二營。每營各設遊、守、千、把等官。”[2]。並得到清聖祖的同意，於當年開始設置福建分巡台灣廈門兵備道，簡稱為台廈道。而福建分巡台灣廈門兵備道係由福建巡海道移設而來。

## 職權
福建分巡台灣廈門兵備道主要的職權為：
1. 鎮壓並防止動亂的發生，所以擁有綠營兵力。而根據《清實錄·聖祖實錄》的記載，福建分巡台灣廈門兵備道轄下有“守備一員、千總一員、把總一員、 兵三百六十名、戰船四隻”。[3]
2. 監督戰船的建造，根據《重纂福建通志》，卷84的記載，雍正3年（1725年）決定“臺灣水師等營戰船，於臺灣設廠，文官委臺灣道、武官委臺灣協副將會同監督修造”。[4]。
3. 因為福建和臺灣之間有海峽的間隔，交通較為不便，本來應由福建學政所辦理的科舉考試的事宜，也委由台廈道來辦理。
4. 監督下級屬官，所以在文獻上，又稱為監司[5]。

## 沿革
- 因為朱一貴事件，所以在康熙六十年(1721年)，清聖祖決定將台灣廈門道的兵備銜拿掉，並將原來隸屬於台灣廈門道的綠營兵力分散到南、北兩路防守，並將戰船撥歸台灣鎮總兵管理。[6]因為將其兵備銜拿掉，所以正式官銜改稱為福建分巡台灣廈門道。

- 雍正五年(1727年)，因為福建總督高其倬奏請清世宗，將福建興泉道加上巡海道銜並移駐廈門，改福建分巡台灣廈門道為福建分巡台灣道，專責管理台灣事務，而吳昌祚為改制之後的首任主官。

- 福建分巡台灣廈門道就職位等級來說，是屬於道員類的正四品文官。

## 歷任
| #  | 姓名   | 任職日期（中曆）           | 解職日期（中曆）       |
| -- | ------ | -------------------------- | ---------------------- |
| 1  | 周昌   | 1684年（康熙二十三年）     | 1686年（康熙二十五年） |
| 2  | 王效宗 | 1687年（康熙二十六年）     |                        |
| 3  | 高拱乾 | 1691年（康熙三十年）       |                        |
| 4  | 常光裕 | 1696年（康熙三十五年）     |                        |
| 5  | 王之麟 | 1699年（康熙三十八年）     | 1704年（康熙四十三年） |
| 6  | 王敏政 | 1704年（康熙四十三年）     |                        |
| 7  | 周元文 | 1710年（康熙四十九年）代理 |                        |
| 8  | 陳璸   | 1710年（康熙四十九年）     |                        |
| 9  | 梁文科 | 1715年（康熙五十四年）     | 1717年（康熙五十六年） |
| 10 | 王珍   | 1717年（康熙五十六年）代理 |                        |
| 11 | 梁文煊 | 1718年（康熙五十七年）     | 1721年（康熙六十年）   |
| 12 | 陶範   | 1721年（康熙六十年）       |                        |
| 13 | 陳大輦 | 1722年（康熙六十一年）     | 1724年（雍正二年）     |
| 14 | 吳昌祚 | 1724年（雍正二年）         | 1727年（雍正五年）     |